# Yasuhiro Takato
Yasuhiro Takato (jap. 高戸 靖広 Takato Yasuhiro; ur. 23 stycznia 1968 w Okayamie) – japoński seiyū.

## Życiorys
Yasuhiro Takato urodził się 23 stycznia 1968 roku w Okayamie w Japonii. Swoją karierę jako aktor seiyū rozpoczął w 1983 roku w wieku 15 lat, użyczając głosu Jeanowi w serialu anime Kapitan Jastrząb, ale największą sławę zyskał dzięki roli Artemisa w Czarodziejce z Księżyca.
W późniejszym czasie Takato użyczył również głosu innym bohaterom, m.in. Byonko w Konjiki no Gash Bell!!, Rintarou Ose/America King w Battle Programmer SHIRASE, Gluttony w Fullmetal Alchemist, Kuzzeya Buskirka i Romero Pala w Mobile Suit Gundam Seed, Rinsuke Akai w Black Blood Brothers oraz Rosji w Axis Powers Hetalia.
Takato należy do agencji Aoni Production.

## Filmografia
- Kapitan Jastrząb – Jean
- Czarodziejka z Księżyca – Artemis
- Przemieńcie się, Czarodziejki! – Artemis
- Sailor Moon R – Czarodziejka z Księżyca: Film kinowy – Artemis
- Sailor Moon SuperS: The Movie – Artemis
- Sailor Moon SuperS plus: Ami-chan no hatsukoi – Artemis
- Digimon Adventure – Elecmon
- Konjiki no Gash Bell!! – Byonko
- Battle Programmer SHIRASE – Rintarou Ose/America King
- Mobile Suit Gundam Seed – Kuzzey Buskirk/Romero Pal
- Fullmetal Alchemist – Gluttony
- Fullmetal Alchemist: Conqueror of Shambala – Gluttony
- Axis Powers Hetalia – Rosja
- Mahō Sentai Magiranger – Memmy
- Dragon Ball Kai – Guldo
- Maho Girls Pretty Cure! – Yamoh